# Любовица
Любовица — деревня в Сямженском районе Вологодской области на реке Костима.
Входит в состав Ногинского сельского поселения, с точки зрения административно-территориального деления — в Устьрецкий сельсовет.
Расстояние по автодороге до районного центра Сямжи — 30 км, до центра муниципального образования Усть-Реки — 9 км. Ближайшие населённые пункты — Полуяниха, Кочержиха, Речковская.
По переписи 2002 года население — 15 человек.